# Jürgen Groh
Pour les articles homonymes, voir Groh.
Jürgen Groh est un footballeur allemand né le 17 juillet 1956 à Heppenheim. Il évoluait au poste de défenseur.

## Carrière
- 1976-1980 : FC Kaiserslautern  Allemagne
- 1980-1985 : Hambourg SV  Allemagne
- 1985-1986 : Trabzonspor  Turquie
- 1986-1989 : FC Kaiserslautern  Allemagne[1]

## Palmarès
- 2 sélections et 0 but en équipe d'Allemagne entre 1979 et 1983
- Vainqueur de la Coupe d'Europe des clubs Champions en 1983 avec Hambourg
- Finaliste de la Coupe de l'UEFA en 1982 avec Hambourg
- Champion d'Allemagne en 1982 et 1983 avec Hambourg
- Vice-Champion d'Allemagne en 1981 et 1984 avec Hambourg